# خوسيه أرتيليس
خوسيه أرتيليس (بالإسبانية: José Artiles)‏ هو لاعب كرة قدم إسباني في مركزي نصف الجناح والهجوم، ولد في 10 يونيو 1993 في لاس بالماس دي غران كناريا في إسبانيا. لعب مع راسينغ سانتاندير ونادي لاس بالماس.

## وصلات خارجية
- خوسيه أرتيليس على موقع قاعدة بيانات كرة القدم.إي يو (الإنجليزية)
- خوسيه أرتيليس على موقع Soccerway.com (الإنجليزية)
- خوسيه أرتيليس على موقع AS.com (الإسبانية)